# حمید فرخ‌نژاد
حمید فرّخ‌نژاد (زادهٔ ۲۸ فروردین ۱۳۴۸) بازیگر اهل ایران است. او کار خود را در سینما به عنوان دستیار کارگردان آغاز کرد و در نخستین تجربهٔ بازیگری‌اش در فیلم در کوچه‌های عشق (۱۳۶۹) ساختهٔ خسرو سینایی بازی کرد. او در دومین همکاری با سینایی با بازی در فیلم عروس آتش (۱۳۷۸) برندهٔ سیمرغ بهترین بازیگر نقش مکمل مرد شد. وی همچنین برای فیلم استرداد (۱۳۹۱) برندهٔ سیمرغ بهترین بازیگر نقش اول شد. فرخ‌نژاد برای بازی در فیلم‌های چهارشنبه‌سوری (۱۳۸۴)، گشت ارشاد (۱۳۹۰)، روزهای زندگی (۱۳۹۰) و خوب، بد، جلف (۱۳۹۵) نیز نامزد جشنواره فیلم فجر شده است.
بازی فرخ‌نژاد در طبل بزرگ زیر پای چپ (۱۳۸۳) نیز مورد توجه منتقدان قرار گرفت و برای او جایزهٔ بهترین بازیگر مرد از جشنواره بین‌المللی فیلم مسکو ۲۰۰۶ را به‌دنبال داشت.

## زندگی و حرفه
حمید فرّخ‌نژاد در ۲۸ فروردین ۱۳۴۸ در اروندکنار از توابع آبادان به دنیا آمد. او شش برادر و چهار خواهر تنی و ناتنی دارد. پدرش ناخدای یک لنج بود. او دوران کودکی خود را در آبادان سپری کرد تا اینکه با آغاز جنگ ایران و عراق در سال ۱۳۵۹، نخست به بندر ماهشهر و سپس به سربندر مهاجرت کرد. با معدل پایین در رشته علوم انسانی دیپلم خود را دریافت کرد. در سال ۱۳۶۸ با شرکت در کنکور سراسری، موفق شد در رشته کارگردانی تئاتر دانشگاه تهران قبول شود. با ورود به دانشگاه تهران و در همان دوران دانشجویی به ساخت فیلم‌های کوتاه روی آورد تا اینکه از طریق یکی از همکلاسی‌های خود با خسرو سینایی کارگردان سینما آشنا شد و اولین فعالیت‌های رسمی خود را با این کارگردان آغاز کرد. او تحصیل‌کردهٔ کارگردانی تئاتر در دانشکدهٔ هنرهای زیبای دانشگاهِ تهران است.
او فعالیت خود را در سینما به عنوان دستیار کارگردان آغاز کرد. در سال ۱۳۶۹ با بازی در فیلم در کوچه‌های عشق ساخته خسرو سینایی بازیگری را در سینما آغاز کرد. در سال ۱۳۷۸ بازی در فیلم عروس آتش که دومین فیلم کارنامه سینمایی‌اش بود، درخشید و آغاز درخشش او در سینما به حساب می‌آید. این دومین همکاری وی با خسرو سینایی محسوب می‌شد. بازی در این فیلم سیمرغ بلورین بهترین بازیگر نقش مکمل مرد را در هجدهمین جشنواره فیلم فجر برایش به همراه آورد. فیلم‌نامه این فیلم که توسط حمید فرخ‌نژاد و خسرو سینایی نوشته شده بود نیز سیمرغ بلورین بهترین فیلم‌نامه را دریافت کرد. بازی وی در این فیلم مورد توجه منتقدان قرار گرفت و گوی بلورین بهترین بازیگر مرد جشنواره فیلم کارلووی واری ۲۰۰۰ را به دست آورد. ارتفاع پست و به رنگ ارغوان دو همکاری قابل توجه و موفق وی با ابراهیم حاتمی‌کیا بود. طبل بزرگ زیر پای چپ فیلم بعدی وی محسوب می‌شد که بازی قابل توجه او بار دیگر مورد توجه منتقدان قرار گرفت و جایزه بهترین بازیگر نقش اول مرد را از جشنواره بین‌المللی فیلم مسکو ۲۰۰۶ دریافت نمود.
چهارشنبه‌سوری اولین همکاری وی با اصغر فرهادی بود که وی در کنار هدیه تهرانی قرار گرفت. آتشکار اثر محسن امیریوسفی اثر متفاوت وی در کارنامه اوست. فرخ‌نژاد در شب واقعه بازی قابل توجه دیگری از خود ارائه نمود. فرخ‌نژاد در سال ۱۳۹۰ استرداد را بازی کرد. اثری که برای وی سیمرغ بلورین بهترین بازیگر نقش اول مرد جشنواره فیلم فجر را به همراه آورد. دموکراسی تو روز روشن، زندگی خصوصی آقا و خانم میم، زندگی مشترک آقای محمودی و بانو، گشت ارشاد و حریم از دیگر اثرهای قابل توجه او در دهه ۱۳۹۰ بوده‌اند. وی همچنین تهیه‌کننده فیلم گشت ارشاد ۲ بود. وی برای بازی در فیلم‌های گشت ارشاد ۲ و خوب، بد، جلف نامزد سیمرغ بلورین بهترین بازیگر نقش اول مرد سی و پنجمین دوره جشنواره فیلم فجر شد.

### ازدواج
همسر فرخ‌نژاد، فروزان جلیلی‌فر، طراح صحنه است. این دو در دانشگاه با یکدیگر آشنا شدند و حاصل ازدواجشان یک پسر است. جلیلی‌فر طراحی صحنه قهوه تلخ را بر عهده داشته است. این خانواده هم‌اکنون در آمریکا زندگی می‌کنند.

### مهاجرت
او در حمایت از اعتراضات سراسری ۱۴۰۱ به کانادا مهاجرت کرد.

## دیدگاه‌ها

### تشکر از عملکرد نیروی انتظامی در مقابله با درویشان
اسفند ۱۳۹۶ در جریان اعتراضات گلستان هفتم، فرخ‌نژاد مشاهدات خود از اتفاقات را به همراه ویدئویی که از پنجره منزلش تهیه کرده بود به اشتراک گذاشت و از نیروی انتظامی قدردانی کرد. او نوشت: «به دلیل اشراف منزلم به گلستان هفتم شاهد درگیری گسترده در این محل بودم و شهادت می‌دهم اگر درایت نیروی انتظامی نبود، ماجراجویی آقایان لباس شخصی و عصبانیت درویشان منجر به فاجعه‌ای با تلفات انسانی بالا می‌شد، تشکر می‌کنم از عملکرد عاقلانه و حرفه‌ایی نیروی انتظامی و تسلیت می‌گویم به خانواده نیروهای از دست رفته ناجا، کاش عقلای هر دو طرف نقش پررنگ‌تری برای جلوگیری از این دست برخوردها ایفا می‌کردند.»

### تحریم جشنواره فجر
در سال ۱۳۹۸ به دنبال تحریم جشنواره فجر توسط هنرمندان و «تهدید» یک نماینده مجلس به ممنوع‌الکاری هنرمندان معترض، فرخ‌نژاد اعلام کرد که او نیز به رغم آن که اثری در این دوره جشنواره ندارد، آن را تحریم می‌کند. او خطاب به نصرالله پژمان‌فر، نماینده مشهد در مجلس شورای اسلامی، نوشت: «در همصدایی با مردم عزادار و معترض ایران» و نیز «در جهت حمایت از همکاران» خود جشنواره فجر را تحریم می‌کند. «باشد که یاد بگیرید با اصحاب هنر با زبان زور و تهدید صحبت ننماید.»

### واکنش به جنگ روسیه-اوکراین
در ۱۵ اسفند ۱۴۰۰، فرخ‌نژاد در اعتراض به حمله روسیه به اوکراین، جایزه جشنواره فیلم مسکو را پس داد.

### انتقاد از خامنه‌ای
فرخ‌نژاد در ۲۴ آذر ۱۴۰۱ و در بحبوحهٔ خیزش سراسری ۱۴۰۱ در اعتراض به کشتار مردم توسط حکومت جمهوری اسلامی طی یک پست اینستاگرامی، سید علی خامنه‌ای، رهبر جمهوری اسلامی را مستقیماً خطاب قرار داد و او را «دیکتاتور» خواند. او نوشت خامنه‌ای مثل دیگر دیکتاتورها چون فرانکو، مائو، استالین و موسولینی، یک «بیمار روانی» است. او در این پست اینستاگرامی نوشت «علی خامنه‌ای، تو برای ما دیکتاتور خوبی نبودی، لااقل به‌خاطر خودت دیکتاتور باشخصیتی باش». پس از انتشار این یادداشت، طرفداران و رسانه‌های حکومت به او حمله کردند.

## فیلم‌شناسی

### سینما
| سال  | عنوان                          | نقش            | کارگردان                                                  | یادداشت | منابع |
| ---- | ------------------------------ | -------------- | --------------------------------------------------------- | ------- | ----- |
| ۱۴۰۱ | حدود ۸ صبح                     | حامد           | منوچهر هادی                                               |         |       |
| ۱۴۰۰ | میجر                           |                | احسان عبدی‌پور                                             |         |       |
| ۱۳۹۸ | زنبور کارگر                    | هادی           | افشین صادقی                                               |         |       |
| ۱۳۹۸ | ملاقات با جادوگر               |                | حمید بهرامیان                                             |         |       |
| ۱۳۹۷ | سمفونی نهم                     | نویسنده        | محمدرضا هنرمند                                            |         |       |
| ۱۳۹۷ | سامورایی در برلین              | جمشید سامورایی | مهدی نادری                                                |         |       |
| ۱۳۹۶ | لاتاری                         | مرتضی          | محمدحسین مهدویان                                          |         |       |
| ۱۳۹۶ | دختر شیطان                     | فرهاد          | قربان محمدپور                                             |         |       |
| ۱۳۹۶ | خانم یایا                      | هادی           | عبدالرضا کاهانی                                           |         |       |
| ۱۳۹۶ | تگزاس                          | هوشنگ یاکوزا   | مسعود اطیابی                                              |         |       |
| ۱۳۹۵ | گشت ارشاد ۲                    | عباس           | سعید سهیلی                                                |         |       |
| ۱۳۹۵ | میلیونر میامی                  | محسن           | مصطفی احمدی                                               |         |       |
| ۱۳۹۴ | یاسین                          |                | حامد امرایی                                               |         |       |
| ۱۳۹۴ | مشکل گیتی                      | ایرج           | بهرام کاظمی                                               |         |       |
| ۱۳۹۴ | خوب، بد، جلف                   | سرگرد شادمان   | پیمان قاسم‌خانی                                            |         |       |
| ۱۳۹۴ | هیهات                          | فرید           | روح‌الله حجازی، هادی مقدم‌دوست، هادی نائیجی و دانش اقباشاوی |         |       |
| ۱۳۹۳ | چاقی                           | رامین          | راما قویدل                                                |         |       |
| ۱۳۹۲ | مردن به وقت شهریور             |                | هاتف علیمردانی                                            |         |       |
| ۱۳۹۱ | بشارت به یک شهروند هزاره سوم   |                | محمدهادی کریمی                                            |         |       |
| ۱۳۹۱ | زندگی مشترک آقای محمودی و بانو | منصور محمودی   | روح‌الله حجازی                                             |         |       |
| ۱۳۹۰ | گشت ارشاد                      | عباس           | سعید سهیلی                                                |         |       |
| ۱۳۹۰ | روزهای زندگی                   |                | پرویز شیخ‌طادی                                             |         |       |
| ۱۳۹۰ | دوباره با هم                   |                | روزبه حیدری                                               |         |       |
| ۱۳۹۰ | زندگی خصوصی آقا و خانم میم     | محسن           | روح‌الله حجازی                                             |         |       |
| ۱۳۹۰ | استرداد                        | سرهنگ تکین     | علی غفاری                                                 |         |       |
| ۱۳۸۹ | پریناز                         |                | بهرام بهرامیان                                            |         |       |
| ۱۳۸۸ | همبازی                         |                | غلامرضا رمضانی                                            |         |       |
| ۱۳۸۸ | شب واقعه                       |                | شهرام اسدی                                                |         |       |
| ۱۳۸۸ | بیداری رؤیاها                  |                | محمدعلی باشه‌آهنگر                                         |         |       |
| ۱۳۸۸ | دموکراسی تو روز روشن           |                | علی عطشانی                                                |         |       |
| ۱۳۸۸ | شکلات داغ                      |                | حامد کلاهداری                                             |         |       |
| ۱۳۸۸ | در انتظار معجزه                |                | رسول صدرعاملی                                             |         |       |
| ۱۳۸۷ | پوسته                          |                | مصطفی آل‌احمد                                              |         |       |
| ۱۳۸۷ | پوست موز                       |                | علی عطشانی                                                |         |       |
| ۱۳۸۷ | حریم                           |                | رضا خطیبی                                                 |         |       |
| ۱۳۸۶ | حقیقت گمشده                    |                | محمد احمدی                                                |         |       |
| ۱۳۸۶ | آتشکار                         |                | محسن امیریوسفی                                            |         |       |
| ۱۳۸۴ | صحنه جرم، ورود ممنوع           |                | ابراهیم شیبانی                                            |         |       |
| ۱۳۸۴ | چهارشنبه‌سوری                   |                | اصغر فرهادی                                               |         |       |
| ۱۳۸۳ | به رنگ ارغوان                  |                | ابراهیم حاتمی‌کیا                                          |         |       |
| ۱۳۸۳ | طبل بزرگ زیر پای چپ            |                | کاظم معصومی                                               |         |       |
| ۱۳۸۱ | تب                             |                | رضا کریمی                                                 |         |       |
| ۱۳۸۰ | ارتفاع پست                     | قاسم           | ابراهیم حاتمی‌کیا                                          |         |       |
| ۱۳۷۸ | عروس آتش                       | فرحان          | خسرو سینایی                                               |         |       |
| ۱۳۶۹ | در کوچه‌های عشق                 |                | خسرو سینایی                                               |         |       |

### تلویزیون
| سال  | عنوان        | نقش | کارگردان          | یادداشت        | منابع |
| ---- | ------------ | --- | ----------------- | -------------- | ----- |
| ۱۳۸۹ | گمشده        |     | راما قویدل        |                |       |
| ۱۳۸۹ | حبیب         |     | داریوش یاری       | فیلم تلویزیونی |       |
| ۱۳۸۶ | حلقهٔ سبز     |     | ابراهیم حاتمی‌کیا  |                |       |
| ۱۳۷۸ | آغوش‌های خالی |     | وحید نیکخواه آزاد |                |       |

### نمایش خانگی
| سال  | عنوان          | نقش               | کارگردان           | یادداشت                        | منابع  |
| ---- | -------------- | ----------------- | ------------------ | ------------------------------ | ------ |
| ۱۴۰۲ | پدر گواردیولا  | فردین (گواردیولا) | سعید نعمت‌الله      | پخش از شبکه اینترنتی تماشاخونه |        |
| ۱۴۰۱ | سقوط           | دیاکو             | سجاد پهلوان‌زاده    | پخش در شبکه اینترنتی فیلیمو    | [ ۱۴ ] |
| ۱۴۰۱ | شبکه مخفی زنان | محمدحسین آیرم     | افشین هاشمی        | پخش در شبکه اینترنتی نماوا     |        |
| ۱۴۰۰ | میدان سرخ      | پاپ               | ابراهیم ابراهیمیان | پخش در شبکه اینترنتی فیلیمو    |        |

### تئاتر
| سال  | عنوان         | نقش  | کارگردان     | منابع |
| ---- | ------------- | ---- | ------------ | ----- |
| ۱۴۰۲ | خانه امن      | یدی  | حمید فرخ‌نژاد |       |
| ۱۳۸۳ | شب هزار و یکم | ضحاک | بهرام بیضایی |       |

### کارگردانی
| سال  | عنوان   | منابع |
| ---- | ------- | ----- |
| ۱۳۷۹ | سفر سرخ |       |

### نویسندگی
| سال  | عنوان    | کارگردان     | منابع |
| ---- | -------- | ------------ | ----- |
| ۱۳۷۹ | سفر سرخ  | حمید فرخ‌نژاد |       |
| ۱۳۷۸ | عروس آتش | خسرو سینایی  |       |

## جوایز و نامزدی‌ها
| سال  | اثر نامزدشده | دسته                       | نتیجه    | منابع |
| ---- | ------------ | -------------------------- | -------- | ----- |
| ۱۳۷۸ | عروس آتش     | بهترین بازیگر نقش مکمل مرد | برنده    |       |
| ۱۳۸۴ | چهارشنبه‌سوری | بهترین بازیگر نقش اول مرد  | نامزدشده |       |
| ۱۳۸۸ | شب واقعه     | بهترین بازیگر نقش اول مرد  | نامزدشده |       |
| ۱۳۹۰ | گشت ارشاد    | بهترین بازیگر نقش اول مرد  | نامزدشده |       |
| ۱۳۹۰ | روزهای زندگی | بهترین بازیگر نقش اول مرد  | نامزدشده |       |
| ۱۳۹۱ | استرداد      | بهترین بازیگر نقش اول مرد  | برنده    |       |
| ۱۳۹۵ | خوب، بد، جلف | بهترین بازیگر نقش اول مرد  | نامزدشده |       |

| سال  | اثر نامزدشده        | دسته                      | نتیجه    | منابع |
| ---- | ------------------- | ------------------------- | -------- | ----- |
| ۱۳۷۹ | عروس آتش            | بهترین بازیگر نقش اول مرد | برنده    |       |
| ۱۳۸۱ | ارتفاع پست          | بهترین بازیگر نقش اول مرد | نامزدشده |       |
| ۱۳۸۴ | طبل بزرگ زیر پای چپ | بهترین بازیگر نقش اول مرد | نامزدشده |       |
| ۱۳۸۵ | چهارشنبه‌سوری        | بهترین بازیگر نقش اول مرد | نامزدشده |       |
| ۱۳۸۹ | به رنگ ارغوان       | بهترین بازیگر نقش اول مرد | نامزدشده |       |
| ۱۳۸۹ | آتشکار              | بهترین بازیگر نقش اول مرد | نامزدشده |       |

### سینما
| سال  | عنوان                                                     | نقش                                                | کارگردان                        | یادداشت  | منابع |
| ---- | --------------------------------------------------------- | -------------------------------------------------- | ------------------------------- | -------- | ----- |
| ۱۳۷۸ | سیمرغ بلورین بهترین بازیگر نقش مکمل مرد و بهترین فیلم‌نامه | هجدهمین جشنواره فیلم فجر                           | عروس آتش                        | برنده    |       |
| ۱۳۷۹ | تندیس زرین بهترین فیلم‌نامه و بهترین بازیگر نقش اول مرد    | جشن خانه سینما                                     | عروس آتش                        | برنده    |       |
| ۲۰۰۰ | بهترین بازیگر مرد                                         | جشنواره فیلم کارلووی واری                          | عروس آتش                        | برنده    |       |
| ۱۳۸۱ | بهترین بازیگر                                             | جشنواره سینمای خانواده                             | ارتفاع پست                      | برنده    |       |
| ۱۳۸۱ | تندیس زرین بازیگر نقش اول مرد                             | جشن خانه سینما                                     | ارتفاع پست                      | نامزدشده |       |
| ۱۳۸۱ | بهترین بازیگر سال                                         | به انتخاب منتقدان مجله فیلم                        | ---                             | برنده    |       |
| ۲۰۰۶ | بهترین بازیگر نقش اول مرد                                 | جشنواره بین‌المللی فیلم مسکو                        | طبل بزرگ زیر پای چپ             | برنده    |       |
| ۱۳۸۴ | سیمرغ بلورین بازیگر نقش اول مرد                           | بیست و چهارمین دوره جشنواره فیلم فجر               | چهارشنبه سوری                   | نامزدشده |       |
| ۱۳۸۵ | تندیس زرین بهترین بازیگر نقش مکمل مرد                     | جشن خانه سینما                                     | چهارشنبه سوری                   | نامزدشده |       |
| ۲۰۱۰ | بهترین بازیگر مرد                                         | پنجاه و چهارمین دوره جوایز سینمای آسیا و اقیانوسیه | شب واقعه                        | برنده    |       |
| ۱۳۸۹ | تندیس حافظ بهترین بازیگر مرد                              | جشنواره حافظ                                       | به رنگ ارغوان                   | برنده    |       |
| ۱۳۸۹ | بهترین بازیگر مرد                                         | جشنواره فیلم دفاع مقدس                             | دموکراسی تو روز روشن و شب واقعه | برنده    |       |
| ۱۳۹۰ | سیمرغ بلورین بهترین بازیگر نقش اول مرد                    | جشنوارهٔ فیلم فجر                                   | گشت ارشاد                       | نامزدشده |       |
| ۱۳۹۰ | بهترین بازیگر مرد                                         | اولین دوره جشنواره جام جم                          | حبیب                            | برنده    |       |
| ۱۳۹۱ | سیمرغ بلورین بهترین بازیگر نقش اول مرد                    | سی و یکمین دوره جشنواره فیلم فجر                   | استرداد                         | برنده    |       |
| ۱۳۹۱ | تندیس بهترین بازیگر مرد                                   | دوازدهمین دوره جشنواره دفاع مقدس                   | روزهای زندگی                    | نامزدشده |       |
| ۱۳۹۵ | سیمرغ بلورین بهترین بازیگر نقش اول مرد                    | سی و پنجمین دوره جشنواره فیلم فجر                  | خوب بد جلف                      | نامزدشده |       |
| ۱۴۰۱ | بهترین بازیگر مرد آسیایی و بهترین تهیه‌کننده               | جوایز سینمایی سپتیموس آمستردام                     | میجر                            | نامزدشده |       |